# مارك بيترسون (لاعب كرة قدم)
مارك بيترسون (بالإنجليزية: Mark Peterson)‏ هو لاعب كرة قدم أمريكي، ولد في 19 أبريل 1960 في تاكوما في الولايات المتحدة، وتوفي بنفس المكان في 7 يوليو 2011. شارك مع منتخب الولايات المتحدة لكرة القدم. أما مع النوادي، فقد لعب مع تيم أمريكا ‏.